# Kalevi Lehtinen
Kalevi Lauri Tapio Lehtinen (1. ledna 1936, Helsinky – 17. července 2011, Kandern) byl finský evangelický duchovní a mezinárodně známý evangelista.
Byl synem finského běžce Lauri Lehtinena. Roku 1964 byl ordinován k duchovenské službě. od roku 1974 žil v Německu, kde působil v organizaci Campus Crusade for Christ. Po pánu železné opony se angažoval v zemích bývalého Východního bloku. Patřil k prvním evangelistům, kteří měli v roce 1990 masová shromáždění v bývalém Československu.